# The Amityville Curse
The Amityville Curse (bra: Amityville 5: A Maldição; prt: A Maldição de Amityville) é o quinto filme da série The Amityville Horror e foi dirigido por Tom Berry, estrelado por Kim Coates, Cassandra Gava e Jan Rubes. Foi lançado diretamente em vídeo em 1990.[carece de fontes?]

## Sinopse
Um casal compra a casa de Amityville e pedem a ajuda de três amigos para reformá-la. Logo, todos se vêem rodeados por fantasmas, insetos venenosos e aparições demoníacas.

## Elenco
- Kim Coates ... Frank
- Dawna Wightman ... Debbie
- Helen Hughens ... Mrs. Moriarty
- David Stein .. Marvin
- Anthony Dean Rubes ... Bill
- Cassandra Gava ... Abigail
- Jan Rubes ... Padre
- Scott Yaphe ... Thin Boy
- Mark Camacho ... Krabel

## Produção
O filme foi livremente baseado no livro The Amityville Curse de Hans Holzer. É incomum por apresentar uma outra casa assombrada e uma história de fundo completamente diferente do resto da série.[carece de fontes?]
Uma breve referência é feita aos assassinatos DeFeo e à história sobrenatural da cidade, mas não há nenhuma outra conexão para outra casa de Amityville, livros ou filmes.
Mesmo que o cenário do filme seja supostamente em Amityville, não é na 112 Ocean Avenue, o cenário dos filmes anteriores de Amityville. A casa usada aqui é uma casa diferente. Este filme tem um enredo e uma história completamente original a este filme e não é de forma alguma relacionado com os filmes anteriores.[carece de fontes?]